# Tribüne Bergpreis 1975
Der Tribüne Bergpreis 1975 war die 19. Austragung des seit 1957 ausgefahrenen Straßenradrennens Tribüne Bergpreis in der DDR. Es fand vom 22. bis 24. August als Etappenrennen statt. Sieger wurde Rainer Salan.

## Strecke
1975 wurde das Rennen wie im Vorjahr über drei Etappen ausgetragen. Die Gesamtlänge betrug 251 Kilometer. Es war das letzte Rennen der Rennserie Woche des internationalen Radsports der DDR. Vertreten waren Radrennfahrer aus Polen, den Niederlanden, Rumänien, Ungarn und der Tschechoslowakei sowie der Sportclubs und Betriebssportgemeinschaften (BSG) der DDR. Der erste Wettkampf wurde als Kriterium in Wernigerode ausgefahren. Start und Ziel des Straßenrennens lagen in Blankenburg im Harz. Das Kriterium fand ebenfalls in Blankenburg statt.

## Rennverlauf
Veranstalter war der Deutsche Radsport-Verband der DDR, organisiert wurde das Rennen von der BSG Lok Blankenburg und von der Tageszeitung des FDGB „Tribüne“ unterstützt.
Die 1. Etappe war ein Kriterium über 48 Kilometer in Wernigerode. Siegfried Graf vom SC DHfK Leipzig gewann.
Die 2. Etappe führte rund um Blankenburg. Insgesamt 140 Kilometer waren zu absolvieren. Der Anstieg zum Ziegenkopf wurde achtmal passiert. Dort fiel auch die Vorentscheidung. Rainer Salan fuhr zu einer Gruppe auf, die sich auf Initiative von Michael Milde und Gottfried Preising gebildet hatte. Salan fuhr einen Ausreißversuch und kam als Solist mit einigen Sekunden Vorsprung ins Ziel.
Die 3. Etappe wurde als Kriterium in Blankenburg ausgetragen. Sieger wurde Reinhard Langanke.
Die Gesamtwertung wurde nach einer Punktewertung entschieden.

## Ergebnis
|     | Fahrer             | Verein/Ort                 | Punkte    |
| --- | ------------------ | -------------------------- | --------- |
| 01. | Rainer Salan       | SC Dynamo Berlin           | 61 Punkte |
| 02. | Michael Milde      | TSC Berlin                 | 38 Punkte |
| 03. | Gottfried Preising | SC Turbine Erfurt          | 38 Punkte |
| 04. | Reinhard Langanke  | SC Dynamo Berlin           | 33 Punkte |
| 05. | Michael Schiffner  | SC DHfK Leipzig            | 32 Punkte |
| 06. | Wolfgang Lötzsch   | BSG Wismut Karl-Marx-Stadt | 31 Punkte |
| 0 … |                    |                            |           |